# Дебют четырёх коней
Дебю́т четырёх коне́й — дебют, начинающийся ходами:
1. e2-e4 e7-e5
2. Kg1-f3 Kb8-c6
3. Kb1-c3 Kg8-f6.
Относится к открытым началам.

## История
Один из старинных дебютов. Первые его анализы встречаются в рукописях Полерио (XVI век). В дальнейшем в его разработке большую роль сыграли Л. Паульсен, А. Рубинштейн, Ф. Маршалл. Дебют неоднократно встречался в партиях чемпионов мира Э. Ласкера, Х. Р. Капабланки, М. Ботвинника. Наряду с симметричными системами, ведущими к спокойной позиционной игре, в дебюте разработаны острые продолжения. В настоящее время дебют встречается редко.

## Варианты
- 4. Cf1-b5 — классическое (испанское) продолжение.
  - 4. …Cf8-b4 — симметричный вариант, со сложной маневренной борьбой
  - 4. …Kc6-d4 — см. Гамбит Рубинштейна.
  - 4. …Cf8-с5 — старинный вариант.
- 4. Cf1-с4 — итальянский вариант.
  - 4. …Cf8-с5 — тихая игра (Giuoco Piano), после 5. d2-d3 d7-d6 — тишайшая (Giuoco Pianissimo).
  - 4. …Cf8-b4 — классический вариант.
  - 4. …Кf6:е4 — вариант с временной жертвой фигуры.
- 4. d2-d4 — шотландский вариант.
  - 4. …Сf8-b4 — вариант Морфи — Боголюбова.
    - 5. d4-d5
    - 5. Кf3:e5!?

  - 4. …e5:d4
    - 5. Kf3:d4 — сводит игру к шотландской партии.
      - 5. …Сf8-b4 6. Кd4:c6 b7:c6 7. Сf1-d3 d7-d5 8. e4:d5 c6:d5 9. 0-0 0-0 10. Сc1-g5 c7-c6

    - 5. Kc3-d5 — см. Белградский гамбит.
      - 5. …Сf8-b4+
      - 5. …Сf8-c5
      - 5. …h7-h6
      - 5. …Кf6:d5 6. e4:d5
      - 5. …Кc6-b4
      - 5. …Кf6:e4
        - 6. Фd1-e2 f7-f5
          - 7. Сc1-f4
          - 7. Кf3-g5! d4-d3! 8. c2:d3 Кc6-d4 9. Фe2-h5+ g7-g6 10. Фh5-h4 c7-c6! 11. d: e4 c: d5 12. e: d5
            - 12. …Фd8-a5+
            - 12. …Сf8-g7

        - 6. Сf1-c4!?

      - 5. …d7-d6 6. Кf3:d4 Сf8-e7!? 7.Сc1-f4! Kf6:d5!? 8. e4:d5 Kc6:d4 9. Фd1:d4
- 4. g2-g3 — вариант Глека.
- 4. Кf3:e5 — см. Гамбит Хэллоуин.